# 阿蒂利奥·焦万尼尼
阿蒂利奥·焦万尼尼（義大利語：Attilio Giovannini，1924年7月30日—2005年2月18日），意大利前男子足球运动员，场上位置是后卫。他曾代表意大利国家队参加1950年国际足联世界杯，结果获得第七名。